# Koterie
Koterie (frz. coterie) ist eine veraltete Bezeichnung für eine abgeschlossene Gruppe (geschlossene Gesellschaft, Kränzchen) und wurde vor allem negativ für eine Clique gebraucht.
Beispielsweise formulierte Karl Marx 1859: „Indessen gab damals Lord Derbys Machtantritt gleichzeitig einer Koterie der herrschenden Klasse das Signal, herbeizustürzen und die Posten zu besetzen, die eben frei geworden waren.“ Marx gebrauchte den Begriff mehrfach in Schriften.
Bei Gottfried Keller liest man: „Denn es dauerte nicht lange, so hörte man nur noch die Worte Honorar, Verleger, Clique, Koterie und was noch mehr den Zorn solchen Volkes reizt und seine Phantasie beschäftigt.“
Während das Wort im Deutschen seit längerem nicht mehr allgemein gebraucht wird, ist das gleichfalls aus dem Französischen entlehnte coterie im Englischen geläufig. Es bezeichnet eine exklusive Gruppe mit einem gemeinsamen Interesse, oft abwertend im Sinne von Klüngel.